# The Big Gamble
The Big Gamble é um filme de drama produzido nos Estados Unidos e lançado em 1931.